# El pintor de batallas
El pintor de batallas es una novela escrita por Arturo Pérez-Reverte, publicada en 2006. A través de la compleja geometría del caos del siglo XXI: el arte, la ciencia, la guerra, el amor, la lucidez y la soledad, se combinan en el vasto mural de un mundo que agoniza.
En 2016 el escritor Antonio Álamo realiza una adaptación de la novela original para el teatro .
La novela ha sido recomendada por Michel Houellebecq.

## Resumen (no contiene el final de la obra)
Andrés Faulques es un fotógrafo de guerra retirado que vive en una vieja torre de piedra en un acantilado junto a la playa en Punta Umbría, dentro de la que pinta un mural que pretende reunir lo que vio como fotógrafo.
Un día, llega un visitante, quien le dice que se llama Ivo Markovic, a quien Faulques le tomó una fotografía durante las Guerras Yugoslavas, y le dice que ha llegado para matarlo, pero antes quiere saber algunas respuestas.
Esta fotografía le hizo ganar muchos premios a Faulques, y fue de las que le hizo ganar fama internacional, sin embargo para Markovic la fama de la imagen le atrajo fatalidades.
Las respuestas que Markovic busca, provocan reflexiones en él y el pintor sobre las guerras y los comportamientos de las personas dentro de tales conflictos, la forma que en que perciben la guerra quienes están dentro de ella y quienes la reportan.

-¿Ya sabe por qué el ser humano tortura y mata a los de su especie?... En esos treinta años de fotografías, ¿obtuvo una respuesta?. 
-No hacen falta treinta años. Cualquiera puede comprobarlo, a poco que se fije... El hombre tortura y mata porque es lo suyo. Le gusta. 
-¿Lobo para el hombre, como dicen los filósofos? 
-No insulte a los lobos. Son asesinos honrados: matan para vivir..
 (Capítulo 

7)

La historia de Markovic se entrelaza con el recuerdo de Olvido Ferrara, una mujer que fue amante de Faulques durante tres años.
Faulques conoce a Olvido en un museo de arte de la Ciudad de México, y ella se le une en su travesía por el mundo que incluye visitas a otros museos y zonas de guerra. Era modelo, conocedora del arte y luego se volvió fotógrafa. Muere en una carretera cerca de la ciudad de Vukovar y Markovic ve cuando Faulques le toma una foto al cadáver.
Conforme van pasando los días, Markovic le dice a Faulques que el tiempo de matarlo se acerca, por lo que le aconseja conocer a una guía de turistas que frecuentemente iba en un barco y mencionaba la torre y a Faulques como pintor.
Faulques va al pueblo cercano y la invita a ver la pintura. Posteriormente la guía va, y describe el mural como "malvado".
Esto hace a Faulques reflexionar sobre el mural, y piensa que tal vez no es una belleza, pero que es perfecto.

## Premios
Premio Gregor von Rezzori 2008 (Italia) - Mejor obra de narrativa extranjera

## Enlaces
- Wikiquote alberga frases célebres de o sobre El pintor de batallas.

- Datos: Q3795164